# Technique de laboratoire
Les hôpitaux, les centres de recherche et de nombreuses entreprises possèdent des laboratoires afin d'effectuer les analyses dont ils ont besoin pour fonctionner.
Ces analyses sont réalisés grâce à des techniques de laboratoire qui tirent leurs principes de la biologie, de la chimie et de la physique (au sens large).

## Domaines de travail
|          | Domaines généraux |
| -------- | --- |
| Biologie | Anatomie, Biochimie, Bio-informatique, Biologie cellulaire, Biologie de l'évolution, Biologie humaine, Biologie marine, Biologie moléculaire, Botanique, Écologie, Exobiologie, Génétique, Géobiologie, Microbiologie, Origines de la vie, Paléontologie, Parasitologie, Physiologie, Taxonomie, Zoologie |
| Chimie   | Chimie analytique, Biochimie, Chimie douce, Chimie inorganique, Chimie organique, Chimie physique, Chimie supramoléculaire, Génie des procédés, Géochimie, Science des matériaux, Pharmacie, Pharmacologie, Thermochimie, Électrochimie, Minéralogie, Pétrochimie                                         |
| Physique | Mécanique classique, Physique de la matière condensée, Mécanique des milieux continus, Électromagnétisme, Relativité, Physique des particules, Théorie quantique des champs, Mécanique quantique, Physique statistique, Physique théorique                                                                |

## Technique de laboratoire
| - Isolement bactérien - Technique d'ensemencement - Etude des métabolisme - Méthode de dénombrement - Antibiogramme - Bactériostase - bactéricidie - Réaction de précipitation - Réaction d'agglutination - Réaction de neutralisation - Immuno-enzymologie - Radio-immunologie - Immuno-fluorescence | - Cellule de Malassez - Groupe sanguin - Dosage de l'alcool - Dosage des glucides - Dosage des lipides - Dosage des phosphates - Dosage des acides aminés - Dosage des protéines - Dosage des enzymes | - Spectrophotométrie - Fluorimétrie - Chromatographie - Dialyse - Chromatographie en phase liquide - Chromatographie en phase gazeuse - HPLC - Electrophorèse - Réaction acido-basique - Réaction d'oxydo-réduction - Complexométrie | - Spectrométrie de prisme - Spectrométrie de réseau - Microscopie - Réfractomètre - Polarimètre - Focométrie - Viscosimètre - Pycnomètre - Tensiomètre - Calorimétrie |

## Équipement de laboratoire

### Gros matériel
autoclave, centrifugeuse, étuve, four Pasteur, hotte (sorbonne), incubateur, microscope, microtome, spectrophotomètre...

### Petit matériel
bain-marie, balance, bec Bunsen, boîte de Petri, centrifugeuse de paillasse, lame histologique, microtube Eppendorf, multimètre, oscilloscope, pipette automatique, propipette, transformateur (courant ou tension), vortex...

### Verrerie
ampoule à décanter, bécher, burette, éprouvette, erlenmeyer, fiole jaugée, pipette (jaugée ou graduée), pipette Pasteur, tube à essai, verre de montre...

## Formations
Pour travailler dans les techniques de laboratoire, il faut soit faire un baccalauréat STL (Sciences et Technologies du Laboratoire) et/ou un BTS (Brevet de Technicien Supérieur) en laboratoire. D'autre voies sont également possibles tels que les IUT Génie Biologique ou de Chimie.